# Commodore C16
Commodore C16 (C16) је био кућни рачунар фирме Комодор (Commodore) који је почео да се производи у САД од 1984. године.
Користио је 7501 као микропроцесор. RAM меморија рачунара је имала капацитет од 16 KB (12 KB слободно за корисника). 
Оперативни систем је био базиран у РОМ меморији.

## Детаљни подаци
Детаљнији подаци о рачунару C16 су дати у табели испод.
|                       |                                                                                         |
| [ 1 ]                 |                                                                                         |
| Произвођач            | Комодор                                                                                 |
| Тип                   | кућни рачунар                                                                           |
| Меморија              | 16 (12 слободно за корисника)                                                           |
| Поријекло             | Сједињене Америчке Државе                                                               |
| Година                | 1984                                                                                    |
| Тастатура             | 66 тастера са 4 функцијска тастера и 4 тастера смјера                                   |
| Процесор              |                                                                                         |
| Фреквенција процесора | 0,89 или 1,76                                                                           |
| RAM                   | 16 (12 слободно за корисника)                                                           |
| ROM                   | 32                                                                                      |
| Текст                 | 40 знакова x 25 линија                                                                  |
| Графика               | 320 x 200 / 320 x 160 (са 5 линија текста) / 160 x 200 / 160 x 160 (са 5 линија текста) |
| Боја                  | 121 (15 боја x 8 луминанси + црна)                                                      |
| Звук                  | два канала, 4 октаве + бијели шум                                                       |
| Димензије             | 40,7 (ширина) x 20,4 (дубина) x 7.7 (висина)                                            |
| Портови               |                                                                                         |
| Оперативни систем     | Оперативни систем базиран у РОМ меморији.                                               |